# Piękna i Borys Bestia
Piękna i Borys Bestia (ang. The Beautician and the Beast) – amerykańska komedia romantyczna z 1997 roku w reżyserii Kena Kwapisa. Film został nakręcony w Beverly Hills, Los Angeles, Pradze i na zamku Sychrov w Czechach.

## Opis fabuły
Borys Pochenko (Timothy Dalton) jest władcą wschodnioeuropejskiego państwa. Także w domu rządzi silną ręką. By zapewnić właściwe wychowanie swoim dzieciom, postanawia zatrudnić guwernantkę. Jego wysłannik leci w tym celu do USA. Wraca stamtąd z ekscentryczną i pełną radości Joy Miller (Fran Drescher).

## Obsada
- Fran Drescher jako Joy Miller
- Timothy Dalton jako Borys Pochenko
- Ian McNeice jako Ira Grushinsky
- Lisa Jakub jako Katrina
- Adam LaVorgna jako Karl
- Heather DeLoach jako Masha
- Patrick Malahide jako Leonid Kleist

i inni